# Jules Flammermont
Jules Flammermont, född 1852, död 1899 i Lille, var en fransk historiker.
Flammermont, som var professor i historia i Poitiers och Lille, skrev bland annat Négociations secrètes de Louis XVI et du baron de Breteuil (1885), Études critiques sur les sources de l'histoire du XVIII:e siècle (1886), Lille et le Nord au moyen âge (1888) samt De l'authenticité des Mémoires de Talleyrand (1892), det sistnämnda arbetet ett skarpt angrepp på tillförlitligheten av hertig de Broglies edition av de Talleyrandska memoarerna. 